# Cuenca minera berciana
La comarca de El Bierzo, en la provincia de León (España), ha estado desde muy antiguo vinculada a la actividad minera, destacando en diferentes periodos históricos la explotación de minerales, como el oro, el hierro, el wolframio o el carbón.

## Contexto geográfico
La comarca de El Bierzo es una fosa tectónica formada por montañas o sierras como Ancares (norte), Gistredo (este), la Sierra de Caurel (oeste) y la Sierra de La Encina de La Lastra, cuyas cimas no superan los dos mil metros. Las zonas más bajas se encuentran en los 450 m de altitud como en Puente de Domingo Flórez. La altitud media de esta comarca es de unos 550 m.
Puente de Domingo Flórez, como el municipio de Benuza, forman parte del Consejo Comarcal de El Bierzo pero no son de la comarca de El Bierzo, son de la Comarca de La Cabrera, en concreto son Cabrera Baja.
El Bierzo está situado al noroeste de la provincia de León, en contacto con las montañas de Asturias y de Galicia, donde se encuentran zonas mineras desde hace varios siglos.

## Minería de oro

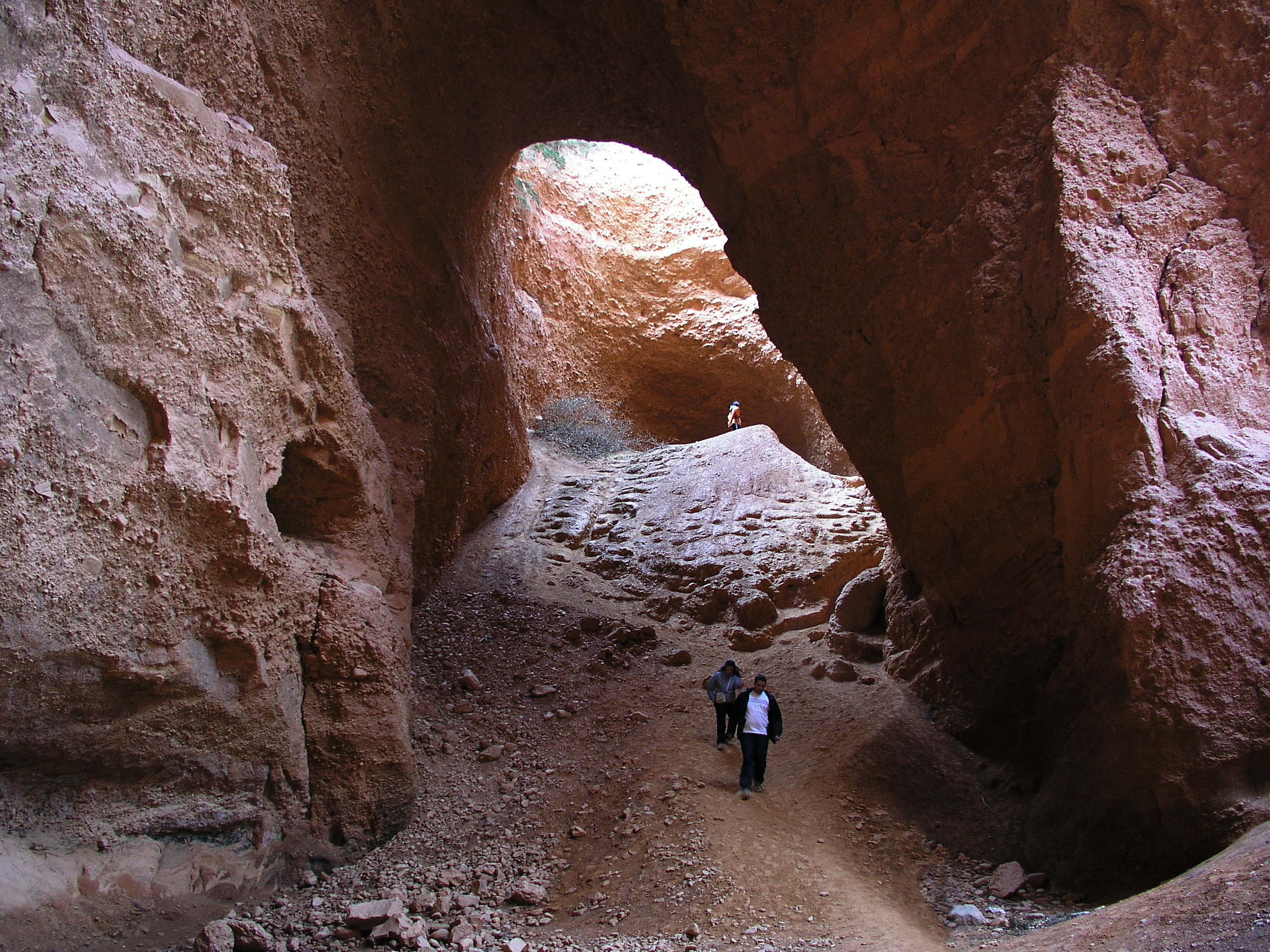
Las Médulas

La conquista de los romanos de esta zona provocó el inicio de la minería de oro en El Bierzo. Las Médulas fueron la mayor mina (no trabajada como mina de carbón de las de hace poco) a cielo abierto de todo el imperio romano, utilizadas para la obtención de oro como recurso. Para ello utilizaban una técnica (conocida como ruina montium) que consistía en la excavación en las montañas de galerías y pozos sin salida exterior. Después, a través de una extensa red de canales se conducía agua por las galerías para que la presión derrumbara parte de la montaña. Entre el barro resultante era más fácil dar con las pepitas de oro. Gracias a esta técnica extrajeron 960.000 kilogramos de oro aproximadamente en esta explotación.

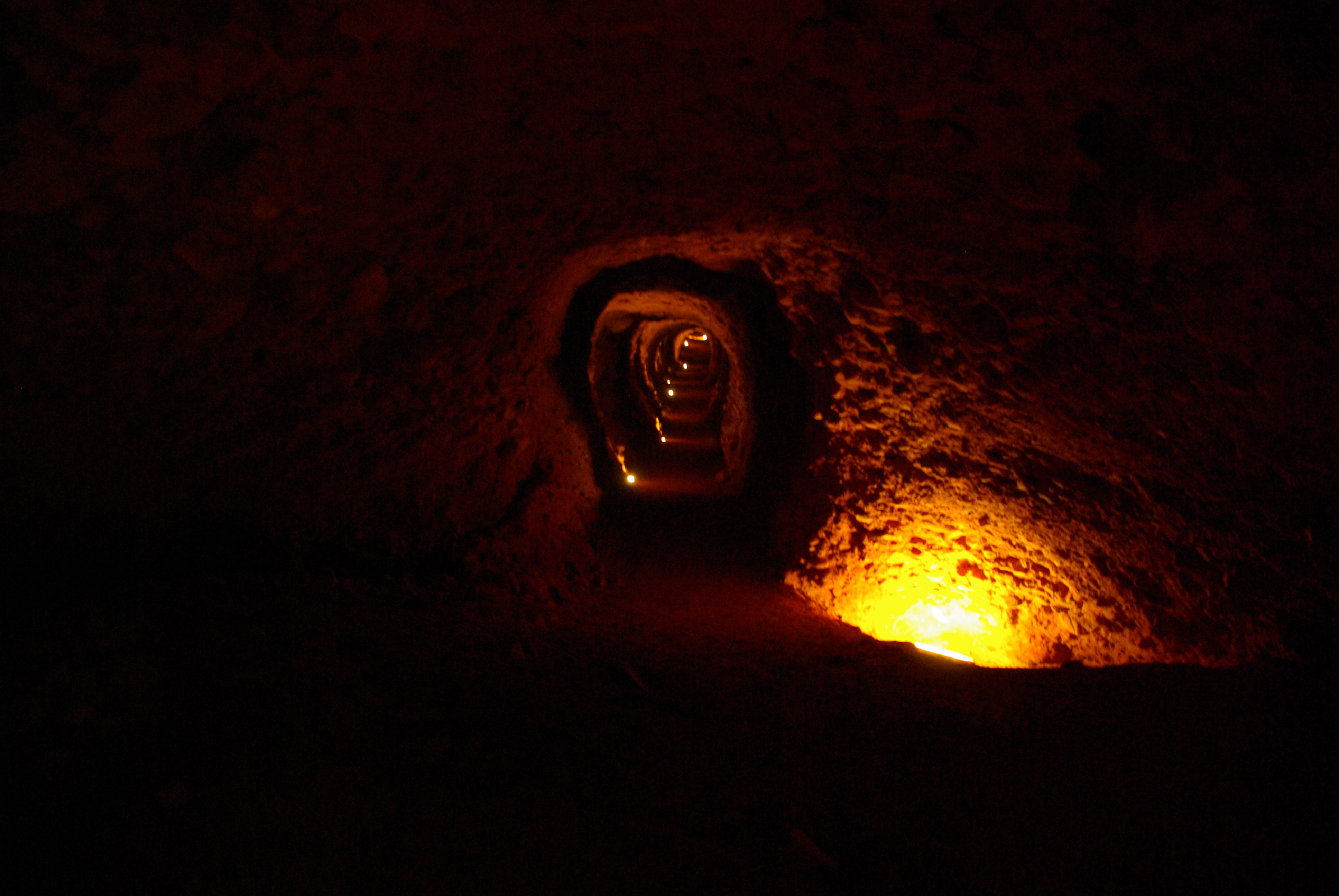
Las Médulas es un entorno paisajístico español formado por una antigua explotación minera de oro romana situado en las inmediaciones de la localidad homónima

Están situadas a 25 km de Ponferrada y muy próximas al lago de Carucedo, fueron declaradas Monumento Histórico-Artístico en 1931 y en 1997 fueron nombradas Patrimonio de la Humanidad por la UNESCO.

## Minería de hierro

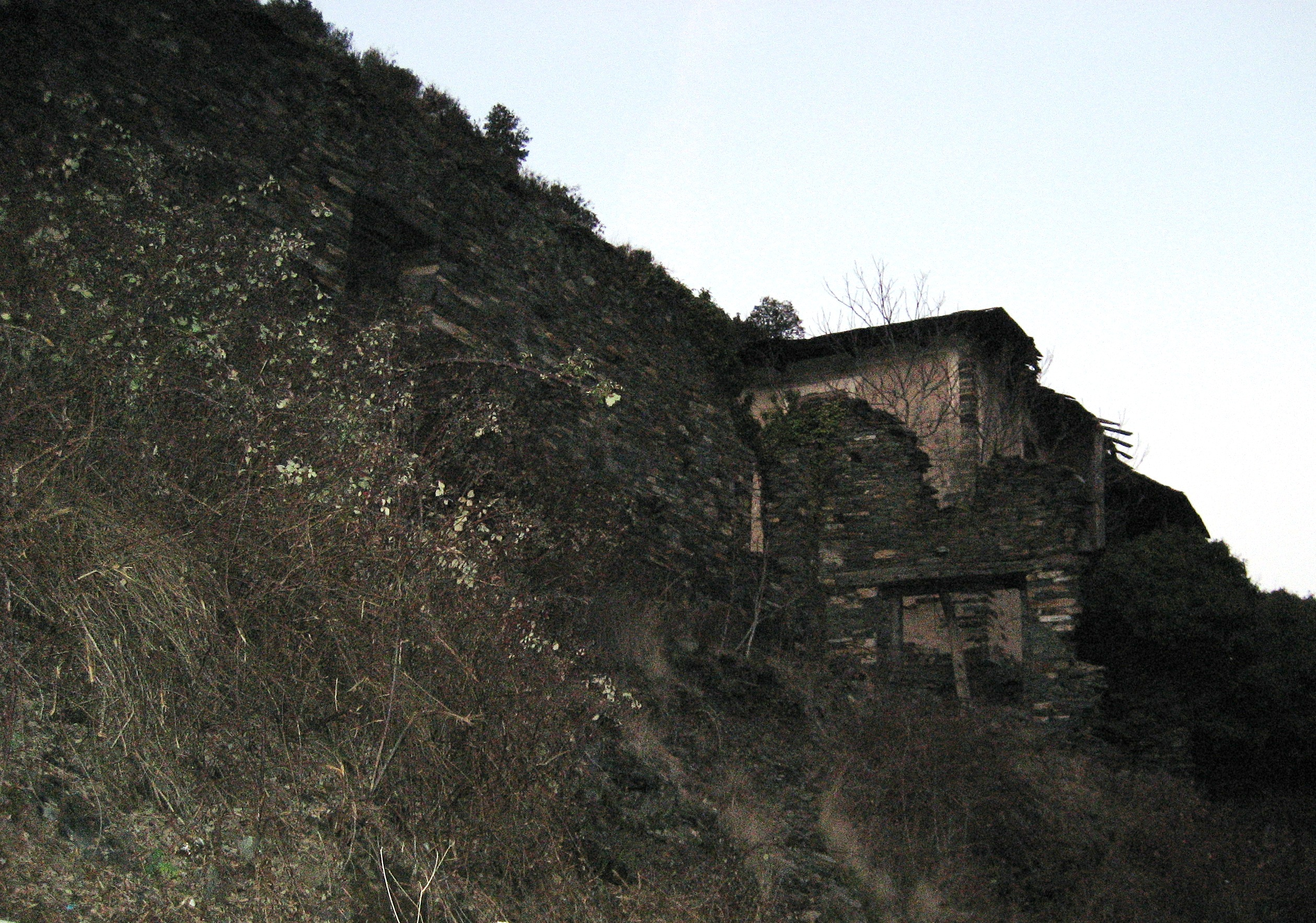
Ferrería de Linares. Antigua herrería del monasterio de San Pedro de Montes

La ferrería era una antigua instalación siderúrgica en la que se transformaba el mineral de hierro en metal. Su existencia se remonta a la prehistoría y dejaron de funcionar con la aparición de los altos hornos en los albores del siglo XX.
Durante los siglos XVI y XVII las minas de hierro berciano pasaron de 100.000 a 500.000 kg. La mayor parte de este hierro fundido tiene como destino: Galicia, Portugal y Castilla. La única herrería que se conserva en funcionamiento es la Herrería de Compludo situada en Ponferrada (León) y se considera un monumento histórico.
Después de la guerra civil solo quedaban algunas ferrerías como proyectos, algunos privados y otros estatales relacionados con la fabricación de armas. A finales del siglo XIX había 16 forjas de hierro, pasando a 5 forjas artesanales en 1885. El desarrollo de la moderna siderurgia en Asturias y el País Vasco hacían inviable los anticuados métodos de la ferrería berciana. Una fábrica de armas, que llegó a ser planificada para El Bierzo, terminó por instalarse en Trubia.Todo esto conllevó a la desaparición de las ferrerías tradicionales que ya no se podían mantener.

### Coto Wagner
Entre los años 1897 y 1899 Julio Lazúrtegui adquirió una concesión minera y promovió prospecciones en la zona de San Miguel de las Dueñas apoyado por el ingeniero de minas Rafael Sáez Díez, originario de Pontevedra, y por los guías Manuel Cebeiro y Paulino Blanco, que realizaron una rigurosa exploración de la zona, localizando una importante reserva de mineral del hierro. La explotación fue bautizada como Coto Wagner en honor al músico alemán, pero una condición necesaria para explotar el Coto Wagner era la creación de un sistema ferroviario de transporte.
La estación de la Compañía del Norte en San Miguel de Dueñas cumplió perfectamente esta misión, pero debido a la gestión de la Compañía del Norte y sus altas tasas de transporte, Lazúrtegui concluye que sería mejor para sus intereses construir su propia red de vía métrica para transportar el mineral.

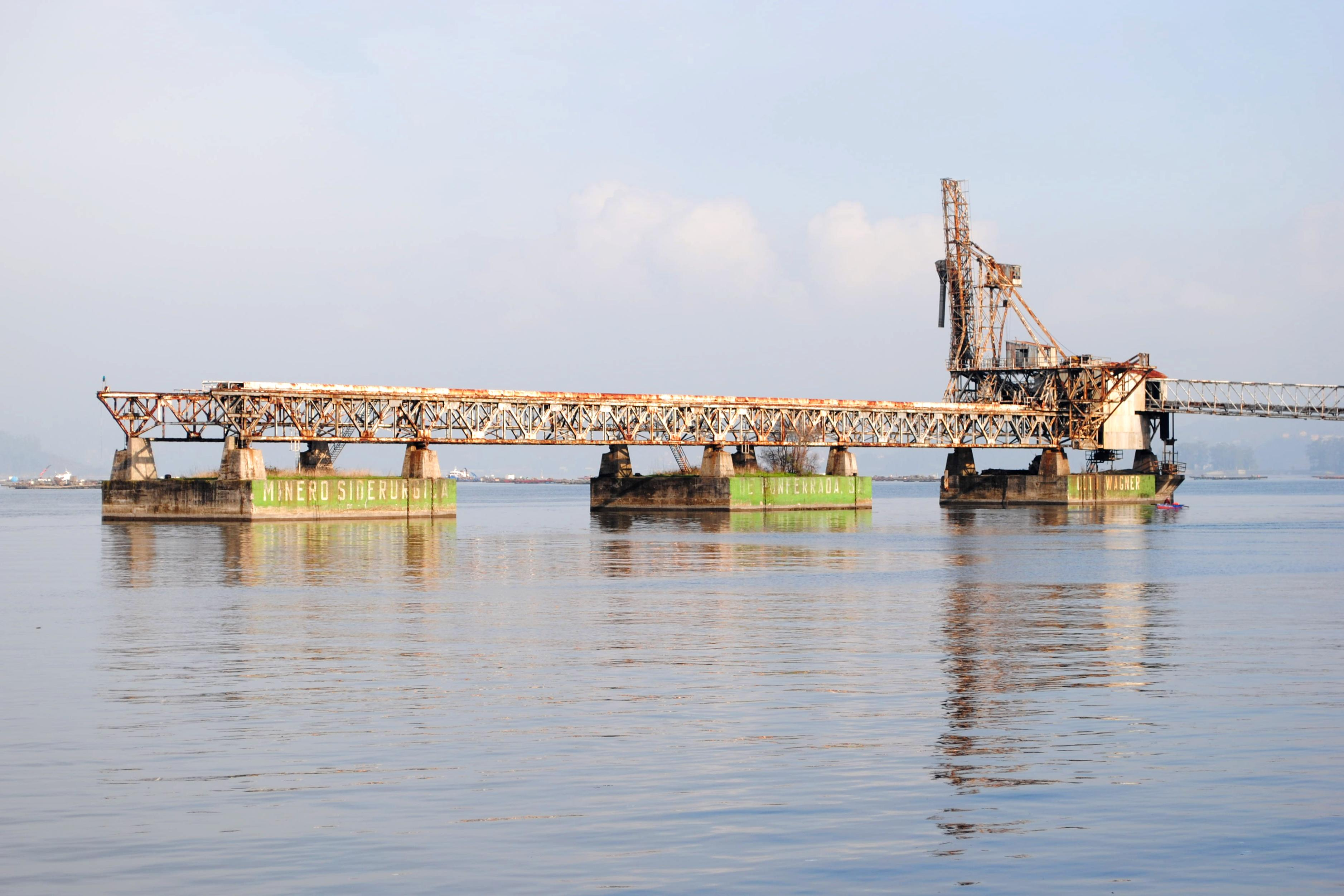
Cargador Coto Wagner, Minero Siderúrgica de Ponferrada, situado en Redondela, Galicia

El carbón y hierro situados en una misma comarca fueron los que llevaron al empresario vasco Julio Lazúrtegui a proponer una gran siderurgia en el entorno de Ponferrada.
Con la creación de la Minero Siderúrgica de Ponferrada (1919), se añadieron a la misma las concesiones de explotación de hierro de Coto Wagner.
En 1946, con la mejora del acero se comenzó por fin la preparación de la explotación, iniciándose dos años más tarde.
El hierro berciano de Coto Wagner se exportó inicialmente a Alemania, Inglaterra, Bélgica y Francia desde el embarcadero de la MSP en el puerto vigués de Rande. Con el tiempo, ENSIDESA fue el único cliente de los cotos.
Además de las instalaciones industriales y edificios técnicos, en 1954 se construyó un pueblo minero aún habitado: el poblado de Onamio.

## Minería de wolframio

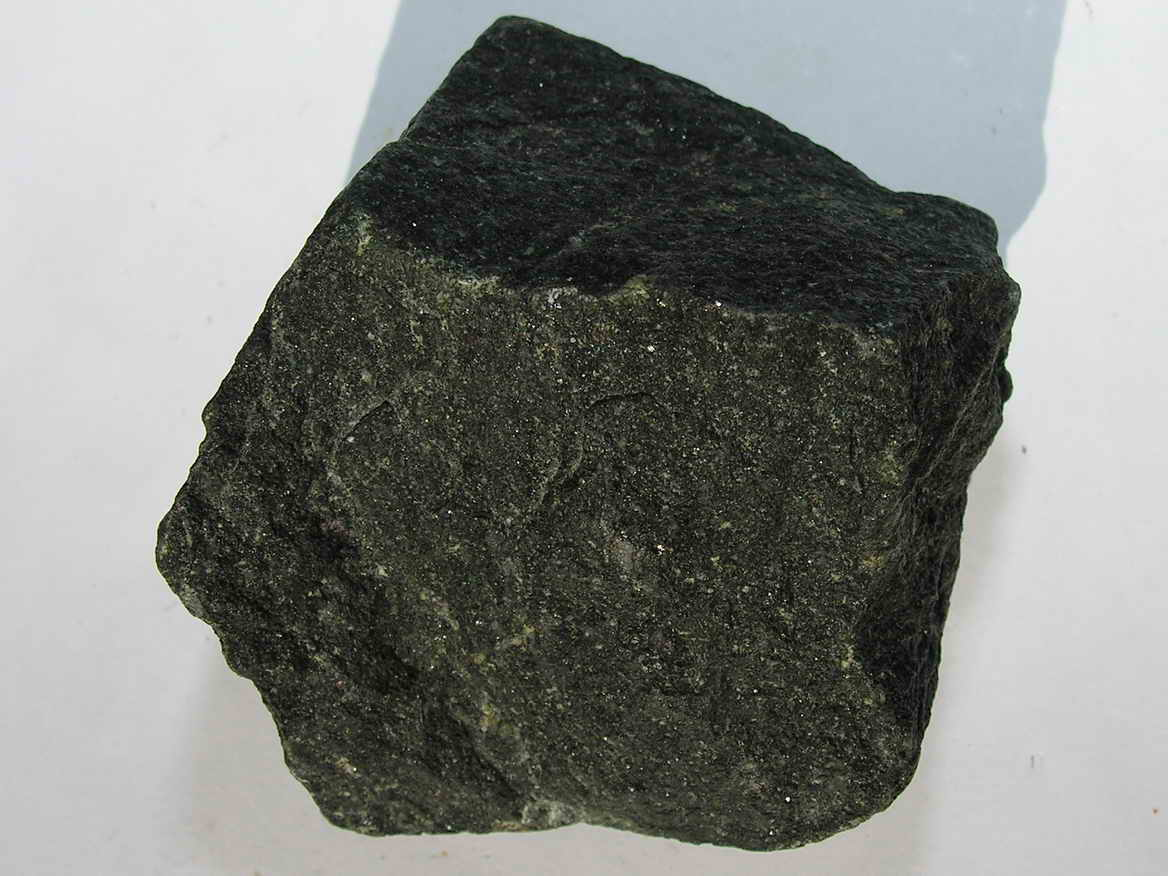
Mineral del wolframio

El wolframio fue explotado en la cuenca minera berciana, fundamentalmente durante la II Guerra Mundial y la guerra de Corea, debido a su importancia en la industria bélica. Los principales yacimientos se encontraban en la Peña del Seo (Corullón), Barrios de Salas y Montearenas.
En Peña del Seo se encuentran antiguos restos de una minería de wolframio que fue abandonada durante la Segunda Guerra Mundial. El poblado fue construido en piedra y disponía de unas comodidades muy superiores a otros poblados mineros. Estaba formado por 41 viviendas familiares de 60 m cuadrados, cada una disponía de dos habitaciones, un baño con ducha, una pequeña cocina, salón comedor y despensa. Gracias a la existencia de una cocina calefactora con calderín todas las viviendas disponían de calefacción y agua caliente. Tenían luz eléctrica a 125 voltios.
Antes y durante la Segunda Guerra Mundial hubo una "fiebre del oro" en la comarca debido a los yacimientos de wolframio que era muy codiciado por las grandes potencias europeas en conflicto para la fabricación del armamento.Todo esto está contado en la novela "El Año del Wolfram" escrita por el escritor berciano Raúl Guerra Garrido, en la que aparece el paisaje de las montañas del Bierzo Oeste que está limitando con Galicia.

## Minería de carbón

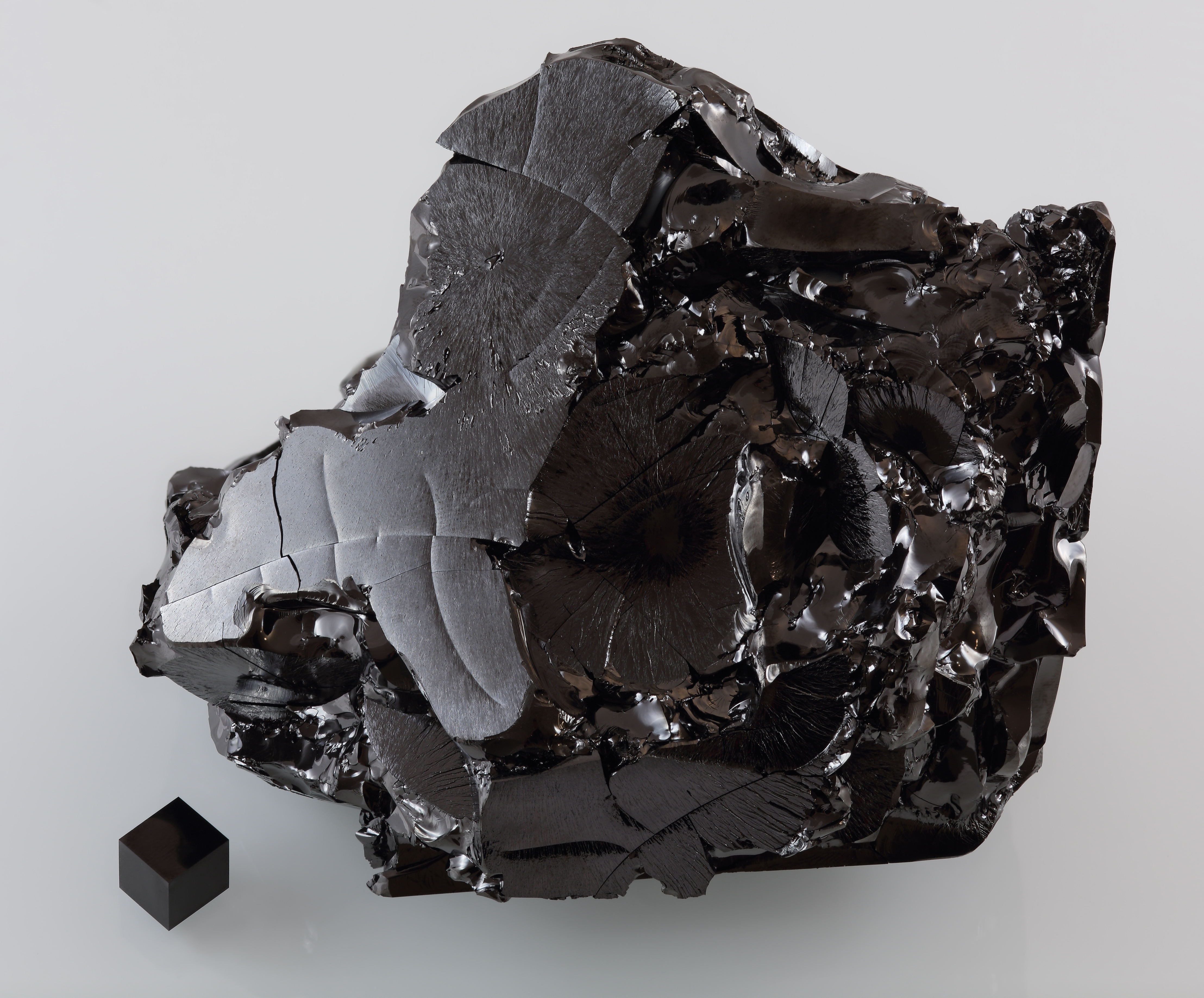
Mineral del carbón

La minería en El Bierzo ha estado ligada al crecimiento del ferrocarril. Gracias a la extensión ferroviaria y la escasez de árboles como combustible, fue posible desarrollar la principal fuente energética del siglo XIX y principios del XX.
Villafranca del Bierzo fue capital de provincia entre los años 1822 y 1833. A principios del siglo XX la economía de El Bierzo había avanzado bastante poco. La población de Ponferrada fue cada vez más importante, aumentando desde los 2962 habitantes en 1900 gracias al importante desarrollo de la minería del carbón durante el siglo XX.
Cierto es que la siderurgia del País Vasco estuvo relacionada con la supremacía del carbón. La industria Vasca se interesó en los yacimientos carboníferos peninsulares y como consecuencia, nace la Compañía del Ferrocarril de La Robla que juntó las líneas de la vía ancha de León con Gijón. Todo esto facilitó la explotación y el transporte del carbón procedente de los yacimientos leoneses y del norte de Castilla.
El 16 de noviembre del 2018 se cerraba la última mina de interior de la comarca, el pozo Salgueiro, en el municipio de Torre del Bierzo, dejando al Bierzo sin su principal motor económico. La comarca del Bierzo se vio obligada a dar carpetazo al que durante un siglo fue su principal motor económico.

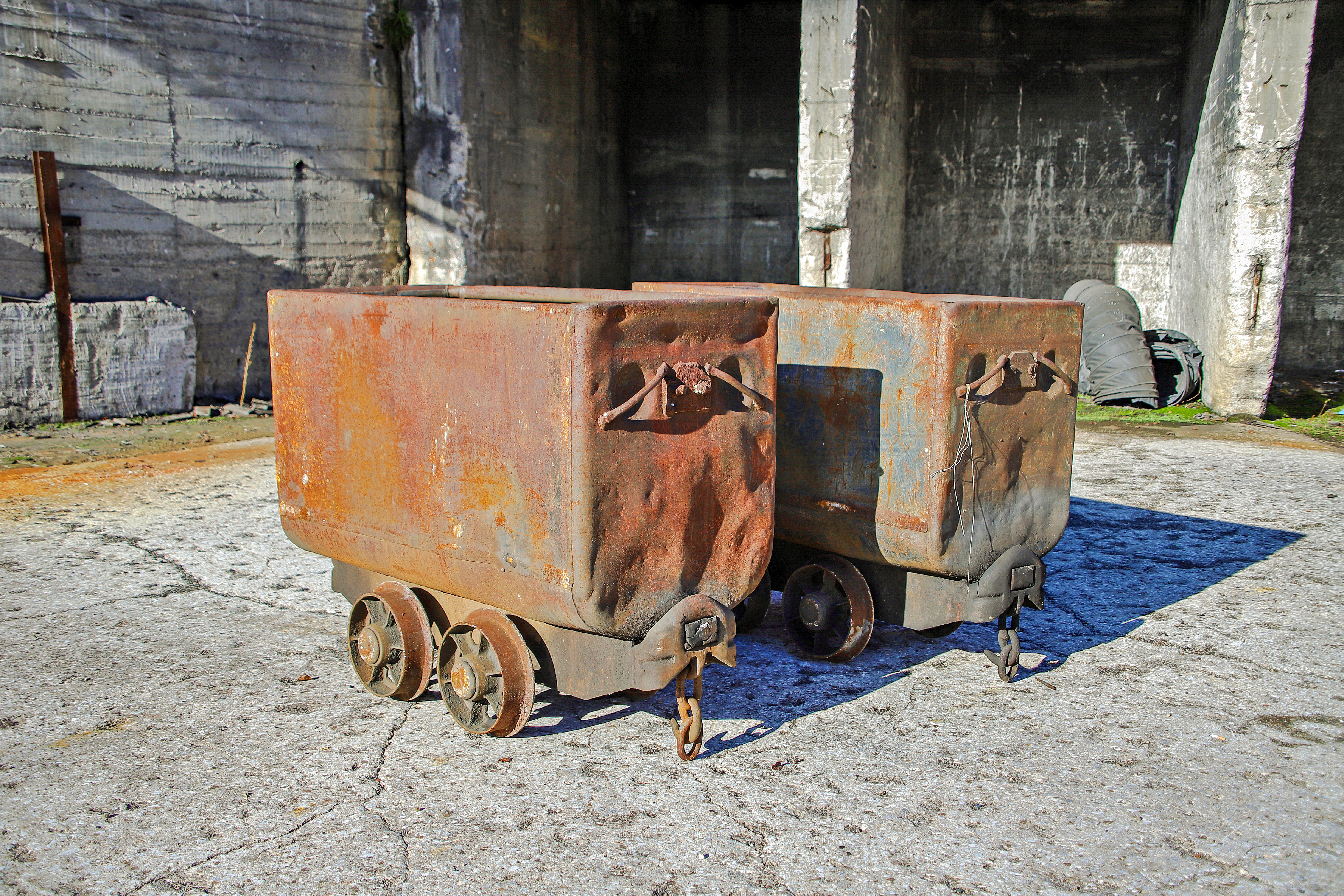
Restos de la minería en Matarrosa del Sil

### La Primera Guerra Mundial y el auge de la minería en las cuencas occidentales
En el contexto de la Primera Guerra Mundial comienzan a explotarse de forma intensiva las cuencas occidentales, cuando se abre al público el ferrocarril entre Villablino y Ponferrada.
Fue el estallido de la I Guerra Mundial lo que creó el ambiente adecuado para el desarrollo de la minería española en general y de la leonesa en particular. El conflicto bélico va a permitir un cierto desarrollo del capitalismo español.
Fueron muchas las empresas que comienzan a extraer carbón en los yacimientos leoneses, cuyo único objetivo era explotar el carbón allí donde se encontrase para enseguida comercializarlo y recoger beneficios. Las empresas grandes también se beneficiaron de este tan aclamado oro negro llegando a multiplicarse por cuatro.
La demanda de mano de obra fue enorme, es en este momento cuando junto al tradicional obrero mixto se añaden en la minería leonesa obreros mineros “de oficio” como consecuencia de las inmigraciones hacia las cuencas leonesas, en un momento en que la demanda empuja a los salarios hacia arriba.

### Ferrocarril Ponferrada-Villablino
La línea férrea entre Ponferrada y Villablino, se inauguró el 23 de julio de 1919 con el primer convoy entre las dos localidades. En su momento supuso un récord de construcción, ya que se terminó en tan sólo diez meses y medio sin que la epidemia de gripe de aquel año, comúnmente conocida como gripe española impidiera cumplir los plazos, pese a caer de 4800 a 1200 los trabajadores por su incidencia mortal.
Es un ferrocarril que ya de inicio es especial, ya que el proyecto para la construcción del ferrocarril comienza con la Ley de los Ferrocarriles Carboneros desarrollada por Francesc Cambó en 1918. El 14 de junio de 1918 Alfonso XIII firma un real decreto que autorizaba al ministro de fomento a presentar a las cortes un proyecto de ley que otorgaba directamente a Pedro Ortiz Muriel la concesión y explotación del ferrocarril a Villablino por un plazo de ochenta años sin subvención del Estado. Aparte de ser el único español de gestión privada durante toda su historia (ya que no fue rescatado como las líneas que luego compusieron Renfe o Feve), puesto que cuando se decidió finalmente construirlo se aprobó de forma ultrarrápida su proyecto y se construyó al frenético ritmo de seiscientos metros al día de media, con un total de 63,7 kilómetros. 
La línea era una aspiración de los propietarios de las minas lacianiegas, que estudiaron la construcción de un ferrocarril de vía estrecha desde Ponferrada hasta Palacios del Sil y de un tranvía hasta Villablino, y fue en 1906 cuando un ingeniero llamado José Revilla Haya propuso la construcción del ferrocarril de 70 kilómetros.

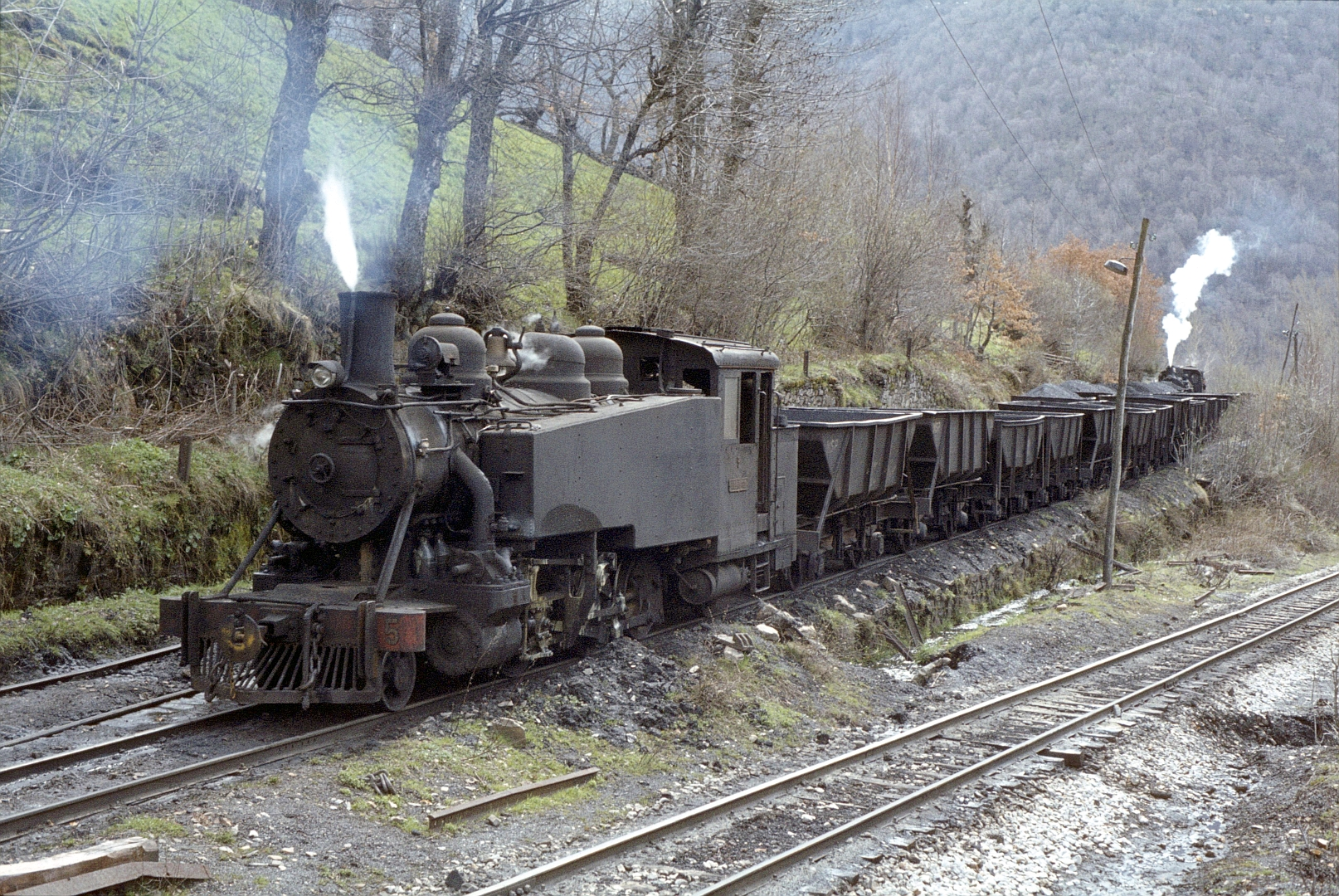
Maniobras de vagones de carbón en el área de carga de Caboalles de Arriba (Laciana), con 131 T Baldwin N.º. 5 y 132 T Engerth No. 17 en abril de 1983.

### SiglosXIXyXX
La explotación de las cuencas leonesas no se estableció hasta finales del siglo XIX. La primera cuenca que se empezó a explotar fue la de Sabero ya en los años 40 del XIX, pero lo que realmente ayudó al desarrollo de este producto fue el ferrocarril León-Gijón, que permitió el tráfico de carbón en los primeros años de la década de 1870. A finales del siglo XIX la industria carbonera aumentó con la construcción del ferrocarril de La Robla (León) a Vizcaya, que solucionó numerosos problemas del transporte del carbón leonés.
El desarrollo de la minería leonesa del carbón se enfrentó a numerosas dificultades: grandes problemas de costes y demanda, pero sobre todo el transporte.
Las estaciones de ferrocarril más próximas de las cuencas mineras leonesas, se encontraban demasiado alejadas, por lo que el transporte de este producto se encarecía enormemente, siendo solo rentable transportarlo a zonas cercanas.
A principios del siglo XX los primeros núcleos mineros cobraron mayor importancia. La minería era un trabajo muy atractivo para cualquiera que estuviera dispuesto a dar su esfuerzo y constancia a cambio de un buen sueldo.
A partir del comienzo de las reestructuraciones del sistema de explotación minera la población de las cuencas mineras comenzó a disminuir. El Bierzo contaba con cinco municipios mineros y su población rondaba en los 17 500 habitantes en 1995. Su población activa incluía a unos 4900 de esos 17.500 y los trabajadores industriales eran 2.200.

### Explotaciones
| Principales pozos mineros               |                    |                   |                                           |          |        |        |
| Nombre del pozo                         | Municipio          | Sustancia         | Ubicación                                 | Apertura | Cierre | Notas  |
| Carbones Arlanza                        | Bembibre           | Lignito           | 42°40′10″N 6°24′44″O / 42.66944, -6.41222 | 1988     |        | [ 15 ] |
| Pozo María                              | Caboalles de Abajo | Carbón            | 42°56′54″N 6°22′17″O / 42.94833, -6.37139 | 1952     | 2000   | [ 16 ] |
| Pozo Julia                              | Fabero             | Carbón            | 42°46′05″N 6°37′06″O / 42.76806, -6.61833 | 1962     | 1991   | [ 17 ] |
| Mina de carbón grupo río                | Fabero             | Antracita         | 42°46′07″N 6°37′30″O / 42.76861, -6.62500 |          |        |        |
| Mina de carbón Casualidad               | Fabero             | Carbón            |                                           |          |        |        |
| Antracitas de Lillo                     | Fabero             | Antracita y Hulla | 42°47′04″N 6°36′25″O / 42.78444, -6.60694 | 1990     |        | [ 18 ] |
| Mina de carbón el porvenir              | Igüeña             | Carbón            |                                           |          |        |        |
| Minas de Victoriano González            | Páramo del Sil     | Carbón            |                                           |          |        |        |
| Pozo Eloy Rojo                          | Ponferrada         |                   |                                           |          |        |        |
| Mina Santa Locadia                      | Toreno             | Carbón            | 42°45′02″N 6°31′18″O / 42.75056, -6.52167 |          |        |        |
| Mina de Carbón Peñadrada                | Toreno             | Carbón            |                                           |          |        |        |
| Mina de carbón Grupo Caleyo             | Toreno             | Carbón            |                                           |          |        |        |
| Mina de carbón Grupo Escandal           | Toreno             | Carbón            |                                           |          |        |        |
| Mina de San Luis                        | Toreno             |                   |                                           |          |        |        |
| Pozo Malabá                             | Torre del Bierzo   |                   |                                           |          |        |        |
| Mina de carbón Grupo torre              | Torre del Bierzo   |                   |                                           |          |        |        |
| Mina de carbón Minex                    | Torre del Bierzo   |                   |                                           |          |        |        |
| Conjunto minería del carbón alto bierzo | Torre del Bierzo   |                   | 42°35′47″N 6°19′19″O / 42.59639, -6.32194 |          |        |        |

| Otras instalaciones       |                |                   |                                           |          |        |        |
| Nombre de la instalación  | Municipio      | Actividad/función | Ubicación                                 | Apertura | Cierre | Notas  |
| Fábrica de Ovoides        | Bembibre       |                   |                                           |          |        |        |
| Instalaciones Valdeguizas | Fabero         |                   |                                           |          |        |        |
| Tolvas de la reguera      | Fabero         |                   |                                           |          |        | -      |
| Poblado Diego Pérez       | Fabero         |                   | 42°45′44″N 6°35′12″O / 42.76222, -6.58667 |          |        | [ 19 ] |
| El Escobio                | Páramo del Sil | Poblado minero    | 42°48′04″N 6°31′29″O / 42.80111, -6.52472 |          |        | [ 20 ] |
| Lavadero de Victoriano    | Páramo del Sil | Poblado minero    |                                           |          |        |        |

### Cierre de las centrales térmicas
El motivo principal del cierre de las centrales térmicas de carbón en España es que el carbón es el combustible fósil más contaminante, y la idea es sustituirlas por energías renovables con la intención de frenar el efecto invernadero y el calentamiento global del planeta.
El 1 de diciembre de 2018, las empresas propietarias procedieron a la desconexión de la central térmica de Anllares de la red eléctrica, tras haber solicitado los permisos pertinentes. Autorización en el BOE del 7 de diciembre de 2018
En febrero de 2016 se autorizó el cierre definitivo del grupo 2 de la central térmica de Compostilla II.
En noviembre de 2018, dentro del proceso de cierre de las centrales térmicas de carbón en España, Endesa solicitó el cierre de las centrales de Andorra y Compostilla II para junio de 2020. El 30 de junio de 2020 se procedió a su desconexión definitiva de la red eléctrica, publicado en el BOE de 9 de julio de 2020.
En 2022 como culminación del cierre y desmantelamiento de la central, se propuso la demolición de las dos torres de refrigeración y la chimenea del grupo III para el 1 de diciembre de ese mismo año. No obstante la reclamación como Bien de Interés Cultural como patrimonio industrial por parte de los partidos políticos locales por medio de la Junta de Castilla y León para su aprovechamiento como centro cultural y museístico, paralizó su voladura hasta el 26 de enero de 2023. Llegada esa fecha, otro recurso por parte de la Junta de Castilla y León, volvió a posponer dicha voladura. Finalmente, se demolieron el 31 de agosto de 2023.
| Imagen | Nombre                                                 | Municipio        | Cierre | Tipo         | Grupos | Potencia | Propietario                      |
| ------ | ------------------------------------------------------ | ---------------- | ------ | ------------ | ------ | -------- | -------------------------------- |
|        | Central térmica de Anllares                            | Páramo del Sil   | 2018   | convencional | 1      | 365 MW   | Naturgy / Endesa                 |
|        | Central térmica de Compostilla II                      | Cubillos del Sil | 2020   | convencional | 4      | 1199 MW  | Endesa                           |
|        | Central térmica de la Minero Siderúrgica de Ponferrada | Ponferrada       | 1971   |              | 3      | 12MW     | Minero Siderúrgica de Ponferrada |
|        | Compostilla I                                          | Cubillos del sil | 1974   | convencional | 2      |          | Endesa                           |

## Cielos abiertos
Las primeras explotaciones a cielo abierto en la provincia El Bierzo fueron las explotaciones auríferas romanas, que se localizaron en tres áreas (cuenca del río Omaña y valle del río Gordo, en torno a los montes de León, y en el área del Bierzo).
Las explotaciones de carbón a cielo abierto nacen en la provincia de León como consecuencia de la crisis energética de los años setenta, este será el factor desencadenante del nuevo sistema de explotación.
No hay explotación de carbón a cielo abierto hasta finales de los años setenta (1978-1982), esto es casi la época dorada de la minería a cielo abierto.
Las canteras de caliza se eligen para explotar yacimientos donde la roca aflore en superficie, por ello los volúmenes de estériles son menos numerosos o inexistentes. Las más importantes son la de "Cosmos" en Toral de los Vados, en esta cantera se transporta el material por una cinta hasta la factoría, también son importantes las que suministran caliza directamente a las fábricas.
Las canteras de pizarra al contrario que las de caliza producen estériles y a su vez escombreras, estas canteras están formadas por pizarras que tienen las mismas características que la pizarra que se extrae, estas canteras están localizadas en el sector occidental de la provincia. Estas explotaciones suponen un gran impacto medioambiental debido a que se localizan en laderas de fuertes pendientes.

## Empresas mineras
Existen numerosas empresas localizadas en El Bierzo que pasan por localidades como Ponferrada, Cubillos del sil, Bembibre, Noceda, Villafranca. Algunas de las más importantes son: Minero Siderúrgica de Ponferrada, Uminsa, Recuperaciones Mineras del Bierzo Sl, Grupo Alto Bierzo, HCCSA, Contratas Mineras Maijor Sl, Cupa Stone Villafranca.

## Demografía
|            | 1842 | 1857 | 1860 | 1877 | 1897 | 1900 | 1910 | 1920 | 1930   | 1940   | 1950   | 1960   | 1970   | 1981   | 1991   | 2001   | 2011   |
| ---------- | ---- | ---- | ---- | ---- | ---- | ---- | ---- | ---- | ------ | ------ | ------ | ------ | ------ | ------ | ------ | ------ | ------ |
| Toreno     | 1314 | 2462 | 2397 | 2396 | 2821 | 2810 | 2552 | 2757 | 2855   | 3283   | 4151   | 6948   | 6061   | 5287   | 4950   | 4117   | 3597   |
| Bembibre   | 1796 | 2986 | 2925 | 3052 | 3340 | 3406 | 3605 | 3614 | 4007   | 4129   | 4777   | 6072   | 8477   | 9251   | 10 648 | 10 148 | 9851   |
| Fabero     | 900  | 1442 | 1394 | 1265 | 1329 | 1155 | 1105 | 1080 | 1590   | 2374   | 3619   | 8141   | 7936   | 6932   | 6285   | 5669   | 5136   |
| Ponferrada | 4221 | 3565 | 3338 | 6647 | 7097 | 7188 | 7448 | 9829 | 10 785 | 13 008 | 23 773 | 37 053 | 45 257 | 52 499 | 59 702 | 62 175 | 68 383 |

## Localizaciones
| Nombre                                   | Coordenadas                 | Información |  |
| ---------------------------------------- | --------------------------- | --- |  |
| Museo Nacional de la Energía ENE-Central | 42°33′28″N 6°35′27″O        | La historia del Museo ha sido posible gracias a la ayuda y aportaciones de más de 200 colaboradores.                                                  |  |
| Museo Nacional de la Energía             | 42°33'27.61"N, 6°35'27.10"W | Está situado en Ponferrada, es un espacio de ocio cultural y científico para las personas.                                                            |  |
| Central Térmica Compostilla II           | 42°36′40″N 6°33′57″O        | Puesta en marcha en 1972 es la segunda en importancia de España. Diseñada para el consumo de carbón procedente de las cuencas de El Bierzo y Laciana. |  |
| Central Térmica de Anllares              | 42°50′17″N 6°31′59″O        | Su localización fue elegida por su proximidad a las explotaciones mineras de El Bierzo y Laciana.                                                     |  |

## Personajes relacionados
- Victorino Alonso es un empresario español, nacido en el 26 de agosto de 1952 dedicado principalmente a la industria de la minería del carbón. El Grupo Alonso[34] posee las sociedades Unión Minera del Norte y lo fue hasta su liquidación de Coto Minero Cantábrico.[35] Las dos principales empresas españolas del sector, que suman más de 4.000.000 de toneladas de carbón, lo que supone el 40 % de la producción nacional, y una plantilla de unos 2000 trabajadores en las provincias de León, Palencia y Asturias.
- Julio Lazúrtegui era un empresario que trabajó en la industria de la minería y la metalurgia, nació en 31 de enero de 1859 en Vizcaya ayudó al desarrollo de la siderurgia en Ponferrada; en la cual tiene una plaza a su nombre.[36]